# Disterigma codonanthum
Disterigma codonanthum är en ljungväxtart som beskrevs av Joseph Blake. Disterigma codonanthum ingår i släktet Disterigma och familjen ljungväxter. Inga underarter finns listade i Catalogue of Life.